# 서요셉
서요셉(2001년 3월 7일 ~ )은 대한민국의 축구 선수이며 포지션은 공격형 미드필더이다. 성균관대학교 축구부 소속이었고 대학 졸업 후 k리그 3부에 속해있는 여주FC에 입단했다. (2024)
날아라 슛돌이 3기 출신으로 당시 이강인, 김성민, 이태석과 함께 출연하였다.

## 참고 자료
- 심층인터뷰 -‘슛돌이’서요셉은 끊임없이 진화한다
- ♡"강인아, 우리 언젠가 다시 한 팀에서!" '슛돌이3' 서요셉의 든든한 응원